# مديرية الرياشية

تعديل مصدري - تعديل

مديرية الرياشية هي إحدى مديريات محافظة البيضاء. وتنقسم المنطقة إلى: الرياشية العليا وتتكون من عدد من القرى وتتبع مديرية الرياشية رداع محافظة البيضاء، والرياشية السفلى تتكون من عدة قرى وتتبع في السوق فقط مديرية دمت في محافظة الضالع. وتفصل بين كلتا المنطقتين العليا والسفلى «عزله المثيل»وتتبع مديرية الرياشية. إحدى مديريات رداع بمحافظة البيضاء في اليمن. بلغ عدد سكانها 222842 نسمة عام 2004.
الطقس يكون فيها بارد بسبب ارتفاعها الشاهق. وبسبب ارتفاعها الشاهق تستطيع من عليها أن تشاهد عدة مناطق سوء من الرياشية أو المناطق الأخرى. جزء السيلة ويتكون من : الخلقة - اللجو - كوله الردوع - الحمام - الرباط - الخوضعان وقرى متفرقة أخرى.

## تاريخ
كانت تعرف قديماً بمخلاف الرياشية.